# Ešbal
Ešbal (hebrejsky אֶשְׁבָּל, v oficiálním přepisu do angličtiny Eshbal) je vesnice typu kibuc v Izraeli, v Severním distriktu, v Oblastní radě Misgav.

## Geografie
Leží v nadmořské výšce 272 metrů, v hornaté oblasti v centrální části Dolní Galileji, cca 22 kilometrů východně od břehů Středozemního moře a cca 22 kilometrů na západ od Galilejského jezera. Je situován na jižním úpatí vrchu Giv'at Karad, na severní straně údolí Bik'at Sachnin. Podél východní strany vesnice vytéká z údolí vádí Nachal Chilazon.
Obec se nachází cca 100 kilometrů severovýchodně od centra Tel Avivu a cca 30 kilometrů severovýchodně od centra Haify. Ešbal obývají Židé, přičemž osídlení v tomto regionu je etnicky smíšené. Necelé 2 kilometry na jih leží město Sachnin, které obývají izraelští Arabové stejně jako 4 kilometry na jihovýchodní straně ležící město Araba. Pás arabských měst se nachází rovněž na západní straně (například Tamra). Jediným větším židovským sídlem je město Karmiel 3 kilometry severně od kibucu. Krajina mezi těmito městskými centry je ovšem postoupena řadou menších židovských vesnic, které zejména západně a severně od Sachninu vytvářejí souvislý blok. Vesnici Arab al-Na'im severozápadně od Ešbalu obývají arabsky mluvící Beduíni.
Ešbal je na dopravní síť napojen pomocí místní silnice, která po severní a západní straně obchází město Sachnin.

## Dějiny
Ešbal byl založen v roce 1979. Vznikl v rámci programu Micpim be-Galil, který vrcholil na přelomu 70. a 80. let 20. století a v jehož rámci vznikly v Galileji desítky nových židovských vesnic s cílem posílit židovské demografické pozice v tomto regionu a nabídnout kvalitní bydlení kombinující výhody života ve vesnickém prostředí a předměstský životní styl. Původně šlo o polovojenský opěrný bod typu Nachal. V roce 1998 byl proměněn na ryze civilní sídlo typu kibuc zaměřené na vzdělávací aktivity, například na podporu sociálně narušené mládeže nebo nových přistěhovalců. Obyvatelé patří do hnutí ha-Noar ha-Oved ve-ha-Lomed. Po arabských nepokojích, které v Izraeli proběhly v říjnu 2000, na počátku Druhé intifády, obyvatelé kibucu založili zvláštní vzdělávací ústav vychovávající k etnické a náboženské toleranci Merkaz Kijum Mešutaf (מרכז קיום משותף). Členové kibucu pracují jako učitelé a instruktoři i v okolních vesnicích.
V samotné vesnici funguje zařízení pro předškolní péči o děti. Základní škola je k dispozici v komplexu Har Gilon poblíž vesnice Gilon.

## Demografie
Obyvatelstvo kibucu Ešbal je sekulární. Podle údajů z roku 2014 tvořili populaci v Ešbal Židé (včetně statistické kategorie "ostatní", která zahrnuje nearabské obyvatele židovského původu ale bez formální příslušnosti k židovskému náboženství).
Jde o velmi malé sídlo vesnického typu s dlouhodobě rostoucím počtem obyvatel. K 31. prosinci 2014 zde žilo 96 lidí. Během roku 2014 populace klesla o 1,0 %.
| Rok            | 2005 | 2006 | 2007 | 2008 | 2009 | 2010 | 2011 | 2012 | 2013 | 2014 |
| -------------- | ---- | ---- | ---- | ---- | ---- | ---- | ---- | ---- | ---- | ---- |
| Počet obyvatel | 52   | 53   | 53   | 52   | 77   | 75   | 91   | 103  | 97   | 96   |